# Bauerbach
Bauerbach è un comune di 270 abitanti della Turingia, in Germania.
Appartiene al circondario (Landkreis) di Smalcalda-Meiningen (targa SM) ed è parte della comunità amministrativa (Verwaltungsgemeinschaft) di Salzbrücke.
Qui nacque il pittore Charles de Steuben.